# Marcel Kiepach
Marcel Kiepach (Kőrös, 1894. február 12. – keleti front, 1915. augusztus 12.) horvát feltaláló volt. A csodagyerekként nyilvántartott ifjú munkái, találmányai az elektronika, a mágnesesség, az akusztika, a hangjelátvitel, és a transzformátorok területéhez tartoznak.

## Élete és munkássága
Kőrösön született a haselburgi Kiepach nemesi család leszármazottjaként, amely a 19. század elején érkezett Kőrösre, és hamarosan a város befolyásos családjává vált. Általános iskolába szülővárosában, középiskolába Zágrábban járt. Apja ösztönzésére Berlinben közgazdaságtant, majd saját elhatározásából Charlottenburgban villamosmérnöki ismereteket tanult. 1910. március 16-án tizenhat éves fiúként Berlinben szabadalmaztatott egy tengeri iránytűt, amely vas- vagy mágneses erő jelenlététől függetlenül jelzi az északi irányt. A továbbfejlesztett változatot 1911. december 20-án Londonban szabadalmaztatta. Ez a második változat egy tengeri iránytű volt, amely a hajó különböző részein elhelyezett ampermérőkből állt, és ellenállt a közelükben lévő mágneses erőknek vagy mágneses tömegeknek.
Franciaországban szabadalmaztatott egy járművilágítási dinamót, mely egy elektromos generátor volt, amelyet magának a járműnek a mechanikus hajtásával kombináltak. Alacsony feszültségű, Kiepach-Weiland rendszerű kis transzformátorát széles körben alkalmazták. Egy áramkapcsolót is szabadalmaztatott. A mechanika és az elektronika számos más területén tevékenykedett. Találmányait Franciaországban, Németországban, Angliában, Svájcban és Amerikában szabadalmaztatták. Sokan ritka feltalálói tehetségnek tartották. Levelezést folytatott híres világtudósokkal és feltalálókkal. Találmányainak prototípusait rajzai alapján Arthur Kuhn berlini mérnök készítette.
Amikor kitört az első világháború, Kiepach önként jelentkezett a monarchia hadseregébe. 21 évesen az orosz fronton halt meg. Földi maradványait 1917-ben vitték Kőrösre, ahol a városi temetőben a családi sírboltban helyezték el.

## Emlékezete
- Két szabadalma is szerepelt a „Természettudomány évszázadai Horvátországban: elmélet és alkalmazás” című nagykiállításon (1996. június – október, Klovićevi Dvori Galéria).[2]
- Munkásságáról Vladimir Muljević professzor tartott előadást az 1993. évi 4. Nemzetközi Új Technológiák Szimpóziumon.[2]
- Kőrösön ma a Marcel Kiepach Innovációs Társaság működik.[2]
- A városi múzeum számos dokumentumát és családi fényképét őrzi.[2]
- 2004-ben Kőrös városa kiállítást rendezett a Kiepach családról.[2]